# Manchester Congestion Charge
Le Manchester Congestion Charge désigne une tentative de mise en place d'un péage pour circuler dans le Grand Manchester au Royaume-Uni (à l'intérieur de la boucle formée par l'autoroute M60 précisément), ceci afin de limiter la circulation souvent surchargée dans la ville, et d'en améliorer les transports en commun.